# Jacques Charles René Delaunay
Pour les articles homonymes, voir Delaunay.
Jacques Charles René Delaunay-Vicardois, né le 24 avril 1738 à Saint-Pierre-sur-Dives, mort le 11 janvier 1825 à Ouville-la-Bien-Tournée, est un général français de la Révolution et de l’Empire.

## Biographie
Fils de Georges Delaunay, docteur en médecine, et de Catherine de Paris, il épouse le 4 juin 1765 à Sarrelouis, Marie Thérèse Françoise Telinge (fille de Louis Jean François Étienne Telinge et de Marie Anne Vanesson), avec laquelle il a 5 enfants.
Il embrasse la carrière militaire en s'engageant à 18 ans à la 2e brigade des gendarmes écossais, avec laquelle il part pour la campagne de Hanovre (1757-1762). Le 25 avril 1760, il entre au régiment d'Orléans comme dragon, puis devient successivement maréchal des logis en septembre 1761 et porte-guidon en mars 1763. Congédié de l'armée le 1er octobre 1766, il rentre dans les gendarmes de la garde en avril 1768. Attaché au régiment du Limousin à partir du 3 juin 1779, il devient premier capitaine de remplacement le 20 novembre 1784 et chevalier de Saint-Louis le 23 décembre 1787. Il est réformé le 1er mai 1788.
Après la Révolution, il est élu lieutenant-colonel du 4e bataillon de volontaires de la Moselle le 25 août 1791, puis il est promu général de brigade à l'armée de la Moselle le 30 juillet 1793, et enfin général de division le 20 septembre 1793. Il prend alors le commandement de l'avant-garde de l'armée de la Moselle à la place du général Delaage, puis à la suite du refus le 30 septembre, du général Moreaux pressenti pour ce poste, il remplace à titre provisoire le général Schauenburg à la tête de l'armée de la Moselle.
Il est décrété d'arrestation le 26 octobre, destitué le 29, et quitte son commandement le 30, remplacé le lendemain par le général Hoche. Il est finalement réintégré dans son grade le 14 avril 1795, et nommé commandant amovible à Strasbourg le 22 juin 1795. Il est admis à la retraite le 2 février 1796 à près de 58 ans.
Le 29 mars 1805, il est fait chevalier de la Légion d'honneur.